# Die Mörder stehen Schlange
Die Mörder stehen Schlange (Murderer’s Row) ist die Fortsetzung des US-amerikanischen Spionagefilms Leise flüstern die Pistolen und erschien in Deutschland im folgenden Jahr, nämlich 1967. Wieder basierte das Drehbuch auf Motiven aus den Romanen von Donald Hamilton. Als Produzent trat diesmal neben Irving Allen auch Euan Lloyd („Die Wildgänse kommen“) in Erscheinung. Regie führte Henry Levin und die Musik kam von Lalo Schifrin.

## Handlung
Die multinationale Verbrecherorganisation „Big O“, inzwischen angeführt von Dr. Julian Wall, strebt immer noch nach der Weltherrschaft. Vor diesem Hintergrund hat der vermisste Wissenschaftler Dr. Solaris eine Laserwaffe mit Massenvernichtungspotential geschaffen. Matt Helm soll seinen Aufenthaltsort feststellen, ehe diese Waffe von „Big O“ benutzt werden kann. Zur Tarnung inszeniert Matt Helm seinen eigenen Tod. Mit falscher Identität reist er dann an die Riviera, denn dort lebt die von Ann-Margret gespielte Tochter des Erfinders, die seine einzige Spur zu Dr. Solaris ist.

## Wirkung
Der teilweise sehr freie Umgang mit den ernsthafter gemeinten Romanvorlagen, die wirklich verblüffenden Geheimwaffen und die augenzwinkernde Präsentation des Hauptdarstellers nahmen vorweg, was viele Jahre danach auf vergleichbare Weise in den späten Agenten-Filmen von Roger Moore und in Sag niemals nie (1983) mit Sean Connery demonstriert wurde.

## Kritik
Der Evangelische Film-Beobachter urteilt etwas zwiespältig: „Perfekter Reißer mit zum Teil recht hübschen Einfällen, dessen Parodie jedoch in den Ansätzen stecken bleibt. Empfehlenswert höchstens für besonders hartnäckige Liebhaber der Gattung.“

## Synchronisation
Die deutsche Synchronfassung entstand 1964 bei der Ultra-Film in München nach dem Dialogbuch von Wolfgang Schnitzler unter der Dialogregie von John Pauls-Harding.
| Rolle            | Schauspieler    | Synchronsprecher |
| ---------------- | --------------- | ---------------- |
| Matt Helm        | Dean Martin     | Holger Hagen     |
| Captain Deveraux | Marcel Hillaire | Anton Reimer     |
| Coco Duquette    | Camilla Sparv   | Jovita Dermota   |
| Dr. Rogas        | Robert Terry    | Erik Jelde       |
| Dr. Solaris      | Richard Eastham | Ernst Schlott    |
| Ironhead         | Tom Reese       | Adalbert Kemna   |
| Lovey Kravezit   | Beverly Adams   | Kerstin de Ahna  |
| MacDonald        | James Gregory   | Wolf Ackva       |
| Suzie            | Ann-Margret     | Heidi Fischer    |
| Wächter          | Ted Hartley     | Manfred Schott   |
| Julian Wall      | Karl Malden     | Heinz Petruo     |